# Friedrich von Regensburg
Friedrich von Regensburg (* nach 1250 in Regensburg; † 29. November 1329 ebenda) war ein Laienbruder des Augustinerordens und wurde 1909 seliggesprochen. 

## Leben
Er kam nach 1250 in Regensburg zur Welt. Gemäß den legendären Aufzeichnungen von Hieronymus Streitel aus dem Jahr 1519 hörte Friedrich die Predigt eines Augustiners über das Wort Christi: "Geh hin, verkaufe alles, was du hast, und gib es den Armen." Diese Predigt habe ihn dazu bewogen, als Augustiner-Laienbruder zu wirken. Zahlreiche Legenden stellen den Seligen als frommen Beter und Diener der Nächstenliebe dar. Über das Leben des Friedrich von Regensburg gibt insbesondere die Vita Beati Friderici Auskunft. Verfasst wurde sie vom Prior des Augustinerklosters Regensburg. Sein Leben lang war Friedrich als Tischler tätig. Friedrich wird als besonderer Verehrer der Eucharistie bezeichnet. Der Legende nach war Friedrich einmal am Empfang der Eucharistie gehindert und empfing daher in seiner Werkstatt von einem Engel die Eucharistie.
Friedrich starb am 29. November 1329 in Regensburg. Sein Grab befindet sich in der Kirche St. Cäcilia in Regensburg. Im 15. und 16. Jahrhundert pilgerten viele Gläubige zu seinem Grab. Papst Pius X. genehmigte am 12. Mai 1909 die Verehrung Friedrichs als Seligen.

## Gedenktag
29. November

## Ikonografie
Das Gemälde aus dem Jahr 1481 über seinem Grab stellt außerordentliche Geschehnisse aus dem Leben Friedrichs dar. 

## Belege
1. ↑  Ein besonderer Verehrer der heiligen Eucharistie – der selige Friedrich von Regensburg. Ehemals im Original (nicht mehr online verfügbar); abgerufen am 23. Februar 2021. (Seite nicht mehr abrufbar. Suche in Webarchiven)
2. ↑  Friedrich von Regensburg. Abgerufen am 23. Februar 2021.
3. ↑  Ein besonderer Verehrer der heiligen Eucharistie – der selige Friedrich von Regensburg. Ehemals im Original (nicht mehr online verfügbar); abgerufen am 23. Februar 2021. (Seite nicht mehr abrufbar. Suche in Webarchiven)
4. ↑  Lexikon für Theologie und Kirche. Band 3, 1995, Artikel Friedrich von Regensburg.

| Personendaten    | Personendaten                                |
| ---------------- | -------------------------------------------- |
| NAME             | Friedrich von Regensburg                     |
| KURZBESCHREIBUNG | deutscher Augustiner-Laienbruder und Seliger |
| GEBURTSDATUM     | um 1251                                      |
| GEBURTSORT       | Regensburg                                   |
| STERBEDATUM      | 29. November 1329                            |
| STERBEORT        | Regensburg                                   |